# Парк в деревне Полтево
Парк в деревне Полтево — памятник природы регионального (областного) значения Московской области, который включает ценный в экологическом, научном и эстетическом отношении природно-антропогенный комплекс, нуждающийся в особой охране: старинный усадебный парк со старовозрастными насаждениями липы, а также отдельными старыми деревьями иных пород.
Памятник природы основан в 1985 году. Местонахождение: Московская область, городской округ Балашиха, деревня Полтево, к северо-востоку от автодороги «Полтево — Новый Милет». Площадь памятника природы составляет 4,7 га.

## Описание
Территория памятника природы в деревне Полтево относится к усадьбе, основанной во второй половине XVII века думным дворянином Ф. А. Полтевым. В начале XVIII века усадьба перешла во владение графа Ф. М. Апраксина, сподвижника Петра Великого. Усадебно-парковый комплекс был разбит в селе Никольское, получившем свое название после возведения здесь в XVII веке деревянного храма Николая Чудотворца (белокаменная церковь, возведенная вместо него в начале XVIII века, сохранилась рядом с парком до сих пор). Позже поселение получило название «Полтево» от своих владельцев Полтевых.
Усадебный ансамбль включал господский каменный дом, две деревянные светлицы, людские избы, деревянные поварни и погреба, конюшенный и скотный дворы. К усадьбе, огороженной деревянной оградой с башнями, примыкал сад, был выкопан пруд. В 1729 году усадьба перешла во владение вице-канцлера и действительного тайного советника А. И. Остермана. К этому времени усадебное хозяйство пришло в запущенный вид, многие строения обветшали и требовали ремонта или перестройки. В середине XVIII века произошла перепланировка усадьбы, был заложен регулярный парк с копаными прудами.
В 1771—1772 годах в усадьбе Полтево на территории существующего в настоящее время парка был возведен и освещен домовой храм Рождества Пресвятой Богородицы. Накануне Отечественной войны 1812 года владельцем села Никольское-Полтево стал А. И. Толстой (родственник жены Остермана). К середине XIX века храм Рождества Пресвятой Богородицы пришел в аварийное состояние, однако в 1854 году церковь была перестроена в русском стиле и превращена в зимний приходской храм. После 1857 года, когда скончался граф А. И. Остерман-Толстой, имение при селе Никольское-Полтево перешло во владение князю Валериану Голицыну. В результате Богородице-Рождественская церковь стала домовым храмом князей Голицыных. В свете репрессий против Церкви храм был закрыт в 1935 году, а затем разрушен. В настоящее время в районе места нахождения церкви возведена кирпичная часовня. Усадебные постройки не сохранились, до настоящего времени дошли только фрагменты старинного плана парковых насаждений и отдельные элементы его ландшафтного обустройства в виде ныне спущенных прудов.
В период с начала XIX до начала XX века парк поддерживался в надлежащем состоянии, были осуществлены посадки липовых аллей и хвойных деревьев. Во второй половине XX века парк использовался пионерлагерем. В этот период совершались посадки отдельных видов декоративных растений, проводились работы по благоустройству парка, в северо-восточной части территории был построен открытый бассейн, сооружения которого сохранились до сих пор.
Усадебный парк образован в районе распространения моренно-водноледниковых равнин на абсолютных высотах около 132—138 м над уровнем моря. Плоская поверхность территории парка сложена водноледниковыми песками и супесями. В восточной части памятника природы сохранились необводненные отрицательные формы рельефа — бывшие пруды-копани. Глубина вреза спущенных прудов до 1—1,7 м. Два из них находятся в юго-восточном углу памятника природы, имеют треугольную форму, длину — около 26 м, ширину — около 15 м. Третья крупная копань находится севернее, в районе северо-восточной оконечности парка. Она имеет форму вытянутого эллипса длиной около 20—22 м, шириной до 8—10 м. Западнее копани находится заброшенный бассейн, созданный на месте, где ранее располагался четвёртый копанный пруд. В настоящее время в пределах памятника природы естественные водоемы и водотоки отсутствуют. Почвенный покров территории представлен антропогенно преобразованными агродерново-подзолами, сформировавшимися на песках и супесях.

### Флора и растительность
На территории памятника природы находится старинный усадебный парк с липами и небольшими полянами в центральной части. В парке преобладают разреженные старовозрастные липовые насаждения, сохранившиеся от существовавшей на этом месте усадьбы, сформированные в середине — второй половине XIX века. Исходный план насаждений, относящийся к середине-концу XVIII века, практически не просматривается, кроме сохранившихся остатков аллей с отдельными липами возрастом более 200 лет. На исходный план насаждений накладываются также последующие по времени посадки деревьев и декоративных кустарников, значительная часть которых относится к середине — второй половине XX века.
В целом в насаждениях доминирует липа сердцелистная возрастом не менее 100—150 лет. В разных частях — памятника природы сохранились липы (около 15 деревьев) возрастом более 200 лет. Диаметр стволов деревьев достигает 0,7—1 м, высота — до 35—40 м. В центральной части памятника природы имеется значительно более молодая липовая аллея возрастом не более 50 лет и с деревьями с диаметром стволов до 0,3 м. Помимо липы в древесных насаждениях присутствуют: клен платанолистный, вяз шершавый, ясень обыкновенный, клен ясенелистный, образующие своеобразный второй древесный ярус.
В западной части памятника природы к липовым насаждениям обычно примешивается береза повисшая и осина. Старые березы местами выходят в первый ярус. На западной границе памятника природы — береза-долгожитель с диаметром ствола около 0,8 м, возрастом не менее 70—80 лет. Здесь же произрастают одиночные старые ели возрастом не менее 90—100 лет. В северо-западной части памятника природы произрастает одно невысокое плодоносящее дерево конского каштана обыкновенного.
Кустарники и подрост разрежены и представлены видами: рябина, лещина обыкновенная, ива козья, бузина кистевидная и бересклет бородавчатый.
В травяном ярусе этих лесов преобладают: недотрога мелкоцветковая, чистотел большой, чесночница черешковая, гравилат городской, мицелис стенной, купырь лесной, полевица тонкая, крапива двудомная, ежа сборная, мятлик дубравный, пырей ползучий, звездчатка жестколистная, пустырник пятилопастной, бородавник обыкновенный, сныть обыкновенная. Довольно редко встречается ландыш майский, являющийся редким и уязвимым видом, не занесенным в Красную книгу Московской области, но нуждающимся на территории области в постоянном контроле и наблюдении.
По наиболее нарушенным окраинным участкам преимущественно в северной части парка имеются небольшие скопления борщевика Сосновского.
Посреди и на окраинах полян в центральной части памятника природы растут четыре гигантские старые лиственницы (диаметр до 1,1 м в основании ствола и возраст не менее 130—150 лет) и сосна (диаметр ствола до 1 м и возраст не менее 130 лет). Здесь же отмечается одно усыхающее дерево тополя бальзамического сравнительно небольшого возраста. Вдоль южной окраины парка произрастают более молодые сосны (менее 90 лет). В юго-восточной части по краю полян имеются аллеи сирени обыкновенной. Там же имеются посадки спиреи и деревца одичавших вишен и слив, а также одиночные кусты смородины колосистой, малины лесной и крыжовника обыкновенного. Травяной покров полян представлен разнотравно-злаковыми сообществами с преобладанием следующих видов растений: тимофеевка луговая, полевица тонкая, ежа сборная, овсяница луговая, тысячелистник обыкновенный, зверобой продырявленный, пырей ползучий, одуванчик лекарственный, икотник серо-зеленый, гвоздика Фишера, мятлик луговой, пижма обыкновенная, лапчатка серебристая, манжетка, вероника дубравная, купырь лесной, клевер луговой, кульбаба осенняя, василек фригийский, подмаренник цепкий, мелколепестник однолетний, ясколка дернистая, полынь горькая, полынь равнинная, щавель кислый, фиалка полевая, земляника обыкновенная, люцерна хмелевая, вербейник обыкновенный, клевер средний, борщевик сибирский, лопух паутинистый, осока жёлтая, осока ранняя, горошек мышиный, герань луговая, вьюнок полевой, звездчатка злаковая, колокольчик сборный, иван-чай узколистный, колокольчик раскидистый, лютик едкий, вейник наземный, льнянка обыкновенная, цикорий обыкновенный, кострец безостый и осот шершавый. По сильно вытоптанным местам и краям тропинок обычны горец птичий, подорожник большой и мятлик однолетний.
На месте заброшенного бассейна на северо-восточной окраине памятника природы произрастают обычные виды низинных болот: ива трехтычинковая, рогоз широколистный, ряска малая, вероника ключевая.

### Фауна
Животный мир территории памятника природы длительное время подвергался антропогенному воздействию окружающей сельской и промышленной застройки. Тем не менее, зоокомплексы территории сохраняют достаточно высокое биоразнообразие для природных сообществ густонаселенной части Московской области. На территории памятника природы обитают 35 видов позвоночных животных, относящихся к семи отрядам трех классов, в том числе два вида амфибий, 27 видов птиц и 6 видов млекопитающих. Основу фаунистического комплекса наземных позвоночных животных территории составляют характерные виды лесных местообитаний, виды лугово-полевых местообитаний, а также синантропные виды, тяготеющие к окружающим селитебным территориям, имеют значительно меньшую долю в видовом составе.
В границах обсуждаемой территории выделяются три основных зоокомплекса (зооформации): лиственных лесов, открытых местообитаний, селитебных местообитаний.
Зооформация лиственных лесов, распространенная в широколиственных, мелколиственных и смешанных лесах разных типов, занимает большую часть территории памятника природы. Здесь распространены следующие виды позвоночных животных: травяная лягушка, тетеревятник, большой пёстрый дятел, рябинник, чёрный дрозд, певчий дрозд, белобровик, зарянка, зяблик, черноголовая славка, пеночка-теньковка, зелёная пересмешка, желна, большая синица, обыкновенная лазоревка, обыкновенная пищуха, обыкновенный поползень, мухоловка-пеструшка, обыкновенная бурозубка, ласка, лесная мышь, пашенная полёвка.
По опушкам и полянам территории памятника природы обычны: обыкновенная овсянка, серая славка, обыкновенная чечевица, обыкновенный скворец, полевой воробей, сорока, пашенная полёвка и европейский крот.
К селитебным территориям, окружающим почти со всех сторон памятника природы, тяготеют: серая ворона, галка, белая трясогузка, деревенская ласточка, бродячие домашние собаки и ряд перечисленных выше луговых видов.
Любые влажные понижения в рельефе, в том числе имеющие антропогенное происхождение, в частности старый заброшенный бассейн, являются местом обитания видов водно-болотного комплекса. Здесь довольно многочисленны травяные и прудовые лягушки. Среди птиц преимущественно к сырым участкам лесов тяготеет зелёная пересмешка.

## Объекты особой охраны памятника природы
Ценный в природоохранном, культурном, историческом, просветительском и рекреационном отношении природно-антропогенный комплекс и культурный объект: старинный усадебный парк.
Вид растений, являющийся редким и уязвимым таксоном, не включенный в Красную книгу Московской области, но нуждающийся на территории области в постоянном контроле и наблюдении: ландыш майский.
Ценные отдельные объекты живой природы: старовозрастные липовые насаждения (в том числе возрастом более 200 лет), старые лиственницы и сосна возрастом 130—150 лет.